# گوینز (مایابکه)
گوینز (به اسپانیایی: Güines) یک منطقهٔ مسکونی در کوبا است که در Havana Province واقع شده‌است. گوینز ۴۴۵ کیلومتر مربع مساحت و ۶۸٬۹۵۱ نفر جمعیت دارد و ۶۵ متر بالاتر از سطح دریا واقع شده‌است.